# Resident Evil
Resident Evil, također poznat i kao Biohazard, japanska je serija preživljavačkih horor videoigara i medijska franšiza koju je stvorio Capcom. Franšiza prati priče o biološkom oružju i virusnim incidentima. Serija igara sastoji se od horora za preživljavanje, pucačina iz trećeg lica i pucačkih igara u prvom licu. Franšiza se proširila na serije filmova s aktivnim akcijskim filmovima, animirane filmove, televiziju, stripove, romane, audio drame i druge medije i robu.
Prvu igru stvorili su Shinji Mikami i Tokuro Fujiwara, a objavljena je za PlayStation 1996. godine. S Resident Evil 4 (2005.), franšiza je prešla na dinamičniju akciju snimanja; utjecao je na evoluciju preživljavačkih horora i žanrova trećeg lica, popularizirajući pogled trećeg lica "preko ramena". Resident Evil 7: Biohazard (2017) seriju pomiče u perspektivu prvog lica, dok Resident Evil Village (2021) u seriju uvodi vampire i vukodlake.
Resident Evil je najprodavanija Capcomova franšiza za videoigre, sa 110 milijuna prodanih primjeraka širom svijeta od 31. ožujka 2021. To je najprodavanija serija horor igara, uz to što su filmske adaptacije filmovi s videoigrama s najvećom zaradom, čineći Resident Evil franšizom s najvećim prihodom u žanru horora i zombija. Franšiza je utjecala na popularnu kulturu, nadahnjujući popularne medije u industriji videoigara, filma i televizije. 

## Igre iz serijala

### Glavna serija
| Naziv                          | Datum izlaska |
| ------------------------------ | ------------- |
| Resident Evil                  | 1996.         |
| Resident Evil 2                | 1998.         |
| Resident Evil 3: Nemesis       | 1999.         |
| Resident Evil - Code: Veronica | 2000.         |
| Resident Evil (remake)         | 2002.         |
| Resident Evil Zero             | 2002.         |
| Resident Evil 4                | 2005.         |
| Resident Evil 5                | 2009.         |
| Resident Evil 6                | 2012.         |
| Resident Evil 7: Biohazard     | 2017.         |
| Resident Evil 2 (remake)       | 2019.         |
| Resident Evil 3 (remake)       | 2020.         |
| Resident Evil Village          | 2021.         |

### Resident Evil
Prvi dio Resident Evil serijala izašao je 1996. godine i postao je veliki hit.
Radnja ove survival horror igre se odvija u planinama Arklay, gdje grupa posebne policijske Specijalne taktičke i spasilačke postojbe (S.T.A.R.S.) iz obližnjeg grada Raccoona dolazi istražiti misteriozna umorstva. Žrtve su bile žive pojedene. Kada se Bravo ekipa, prva ekipa koja je išla tamo, prestane javljati na pozive, Alfa ekipa odlazi na misiju da ih pronađe. Nakon uvodne animacije (u kojoj ekipu napadnu "divlji" psi, a pilot Brad Vickers ih napusti), ekipa se nađe u kući koja je u stvari laboratorij korporacije Umbrella, i u kojoj su pokusi nad novim virusima pošli po zlu, pretvarajući sve ljude u zombije. Ta kuća (eng. Mansion) je napravljena za jednog od 3 osnivača Umbrelle, Lorda Spencera. Zadaća igrača je da izađe iz kuće živ, igrajući s dva lika: Jill Valentine i Chrisom Redfieldom, pripadnicima S.T.A.R.S-a. Nakon što uđu u napuštenu kuću, sukobe se sa zombijima i različitim čudovištima, te polako otkrivaju što se sve u kući dogodilo. Pomažu im njihovi kolege: Barry Burton i Rebecca Chambers (jedina preživjela iz Bravo ekipe). Pred kraj igre Valentine i Redfield otkrivaju da je kuća zapravo ulaz u strogo čuvani laboratorij u vlasništvu Umbrella Korporacije, i da su čudovišta rezultat eksperimenta s genetičkim modificiranim virusom, zvanim T-Virus. Na kraju igre, kuća biva uništena, a protagonisti uspiju pobjeći (Brad se vrati po njih). Zadnji neprijatelj je Tyrant T-002; "ultimativno biološko oružje", a njegove inačice s vremenom postaju glavni neprijatelji serijala. Sekundarni antagonist s vremenom postane Albert Wesker - vođa S.T.A.R.S.-a, ustvari izdajica; navodno umre.
Platforme su: PS1, Windows, Sega Saturn i NDS. (1996.) Remake je 2002. napravljen za GameCube, a on je 2015. portan za Windows u HD-u (visokoj rezoluciji).

### Resident Evil 2
Radnja se odvija u Racoon Cityju, dva mjeseca nakon događaja iz prve igre. Protagonisti su Leon S. Kennedy i Claire Redfield. Leon je došao kao novopečeni policajac, dok je Claire došla potražiti svoga brata Chrisa Redfielda. Međutim, nailaze na čudna bića zvana Zombiji. U početku, velika eksplozija ih razdvaja i svako kreće svojim putem do policijske stanice. Kroz igru, pronalaze Sherry Birkin, kćer Umbrellinog doktora Williama Birkina. Sherry kroz igru bježi od Leona i Claire, ali na kraju zajedno pobjede Williama koji je mutirao u ogromno čudovište (inačicu Tyranta) zahvaljujući G-virusu koji je sam izmislio. Sekundarni antagonist je Tyrant T-103. Nakon što ih unište, Leon, Claire i Sherry kreću dalje; Sherry ide s Leonom koji se zaklinje da će razotkriti Umbrellu, dok Claire odlazi u Europu tražeći Chrisa. U igri se prvi put pojavljuje Ada Wong, važan lik serijala i često Leonova pomoć u nevolji.
Platforme su: PS1 (1998.), Windows, N64, Dreamcast i GameCube (1999./2000.). Smatra se jednom od najboljih igara ikad napravljenim. Capcom trenutno pravi HD remake.

### Resident Evil 3: Nemesis
Radnja se odvija prije i poslije igrice Resident Evil 2. Cijeli Racoon City je zaražen T-virusom. Igra nema složenu priču - samo je orijentirana oko rješavanja "zagonetki" i bježanja iz grada. Jill Valentine se bori protiv zombija i glavnog neprijatelja - Tyranta Nemesis. On nije običan neprijatelj; skoro je nepobjediv, inteligentan je i koristi oružja. Glavni mu je cilj ubiti pripadnike S.T.A.R.S.-a (uključujući i Jill). Jill u igrici pomaže Carlos, Umbrellin plaćenik koji ubrzo shvaća da je on potrošan za Korporaciju. K da Jill u jednom trenutku biva zaražena virusom, Carlos traži lijek. Sekundarni antagonist je Nickolai Ginovaef, Umbrellin plaćenik. U igrici se pojavljuju i dva "stara" lika: Brad Vickers - pilot helikoptera iz prvog dijela, kojeg proganja Nemesis, i Barry Burton - partner iz prvog dijela koji na kraju spašava Jill i Carlosa (nakon što ubiju Nemesisa i grad biva uništen - predsjednik je naredio nuklearno uništenje kako bi spriječio širenje virusa).
Iako je igra, kao i sve ostale, bila financijski i kritično uspješna, igrači su se žalili na njezinu duljinu (kratko traje) i težinu (puno je lakša od drugog dijela).
Platforme su: PS1 (1999.), Windows i Dreamcast (2000.) te GameCube (2003.).

### Resident Evil Code: Veronica
Glavni likovi su Claire i Chris Redfield. Radnja se odvija tri mjeseca nakon drugog i trećeg dijela. U prvom dijelu igre, Claire traži svoga nestalog brata Chrisa i tako biva zarobljena. Nakon što pobjegne, ide na Antarktiku uništiti antagoniste: Alexiu i Alfreda Ashford - unuke jednog od tri osnivača Umbrelle: Edwarda Ashforda. Prije toga se sukobi s Tyrantom T-078. U drugom dijelu igre Chris sazanje (od Leona) da ga Claire traži; dolazi na otok Rockfort (gdje je Claire bila zarobljena), a ubrzo za njom na Južni pol. Sporedni lik u igri je Steve Burnside, Clairein novi prijatelj - on ubije Alfreda (a Chris Alexiu). U igri se pojavuljuje i Albert Wesker (koji je preživio uništenje kuće Lorda Spencera iz prve igre i zatim si ubrizgao pokusnu verziju t-virusa; tako je dobio nadnaravne moći).
Platforme su: Dreamcast (2000.); ažurirana inačica Code Veronica X za PS2 i GameCube (2001.) i HD remaster za PS3 i Xbox 360 (2011.)

### Resident Evil Zero
Glavni likovi su Rebecca Chambers (pripadnica Bravo ekipe iz prvog dijela) i Billy Coen (krivo osuđeni ratni veteran). Radnja se odvija netom prije prvog dijela. Nakon što vlak koji putuje Arklay gorjem i koji prevozi Billya biva napadnut biološkim sredstvima, Bravo ekipa dolazi u pomoć, ali nailazi na nevolje. Rebecca i Billy udružuju snage kako bi sa zaustavljenog vlaka pobjegli u obližnju kuću (za koju se ispostavi da je Umbrellino središte za obuku). Antagonist je Dr. Marcus, jedan od 3 osnivača Umbrelle. Nakon što uspiju pobjeći (i uništiti Tyranta T-001 i kuću), razilaze se. Billy odlazi u slobodu, a Rebecca u drugu kuću, tražeći sigurnost. (To je "Spencer mansion", kuća iz prve igrice.) Tako započinje prva igrica.
Platforme su: GameCube (2002.); portana verzija za Nintendo Wii (2008.) i HD remaster za Windows, PS3, PS4, Xbox 360 i Xbox One (2016.),

### Resident Evil 4
Prošlo je šest godina od uništenja Racoon Cityja (i razotkrivanja Umbrelle; što je dovelo do njenog pada), glavni lik igre Leon S. Kennedy, bivši policajac Racoon Cityja (Resident Evil 2), traži nestalu Ashley Graham, kćer američkog predsjednika nakon što je prijavio njezin nestanak. Sudeći po njemu, oteli su je Los Illuminados (španj. prosvjećeni), sekta koja je aktivna na nekim prostorima Europe (nije točno određeno gdje je smještena radnja, ali pretpostavlja se da je Španjolska). Leon putuje u Europu nadajući se da će ju tamo pronaći. Dolazi u jedno selo (Pueblo) gdje ga seljaci, nazvani Los Ganados (španj. stočari), pokušavaju ubiti. Kasnije, kad se igra razvija, saznaje se da je Leon (ne samo on, već i drugi likovi igre) zaražen Plagom (Las Plagas), parazitom koji može vladati čovjekovim umom, ali dobroćudan je i ne šteti čovjeku. (Daleka inačica t-virusa - nakon uništenja Umbrelle, njezine tajne su prodane na crnom tržištu). Osoba koja vodi tu sektu i ljude je Lord Osmund Saddler, inače i glavni boss igre. Leon pronalazi Ashley i, kao što su mu i naredili, mora je čuvati od raznih neprijatelja dok ne dođe na sigurno, tj. kod kuće. No, kroz igru se mogu ponovno vidjeti i stariji likovi iz prijašnjih Resident Evil serijala (jedan od njih je i Ada Wong).
U igri mu Ashley par puta nestane tj. otmu ju. Tijekom igre se pojavljuje i lik Jack Krauser s kojim se Leon već poznaje. Ali Krauser je negativac i poslan je ubiti Leona, ali ga Leon na kraju ubije. Jack Krauser je također radio za Osmunda Saddlera. Kasnije Saddler kaže Leonu da je Krausera samo iskorištavao jer nikada ne bi vjerovao Amerikancu. Na kraju Ada Wong pomogne Leonu da ubije Osmunda Saddlera tako da mu dobaci ispaljivač raketa i Leon ga ubije. Leon kod Saddlera nađe uzorak Plage, proba ga uzeti ali mu Ada uperi pištolj u glavu i kaže mu da joj da uzorak, jer je Ada poslana od Alberta Weskera, bivšeg kapetana S.T.A.R.S. grupe da nađe taj uzorak, a u mini-igri Seperate Ways već prije kaže Adi da ubije Leona, ali ona naravno to ne želi učiniti. U Resident Evil 4, kao i u svakoj Resident evil igri, postoje mini-igre; ovdje su to: Assigment Ada, Seperate Ways i The Mercenaries u kojem se može igrati kao Leon, Ada, Krauser, Wesker i specijalni lik Hunk, i to na raznim mjestima. U igri se također pojavljuje Luis Sera - policajac iz Madrida koji je poslan da istraži o Plagi. Zatim ga je u selu Pueblo uhvatio Bitorez Mendez, vođa Ganadosa. Kada je Leon došao u selo Luis mu je dao informaciju gdje bi Ashley mogla biti. Kasnije je Luisa ubio lord Osmund Saddler. Također je jedan od važnih neprijatelja u igri Ramon Salazar.
Platforme su: PS2 i GameCube (2005.), Windows i Wii (2007.), Zeebo (2008.), iOS (2008.), PS3, Xbox 360 i Android (2013.). Ultimate HD Edition je napravljen za Windows (2014.), portan na PS4 i Xbox One (2016.)
Smatra se jednom od najboljih igara u povijesti.[3][4].

### Resident Evil 5
Ovaj je nastavak izašao 2009. godine za PlayStation 3, Xbox 360 i PC. Njegova se radnja odvija u Africi, većinom u regiji Kijuju. Igra je više akcijska nego horror survival. Igrač se bori protiv Majinija te ponovno protivnici nisu zombiji (kao što i u RE4 nisu zombiji nego Ganadosi).
Glavni je lik Chris Redfield, poznat iz prethodnih nastavaka, a u igri ga prati Sheva Alomar. Ona se kreće automatski, a može je kontrolirati i druga osoba online ili u splitscreenu. Moguće je i izmjenjivati predmete između Chrisa i Sheve. Ako se kontrola nad Shevom prepusti računalu, ona neće kombinirati biljke i ostale predmete da bi oslobodila mjesta u inventoriju, a neće ni zatražiti metke ako joj ponestane, što donekle otežava igranje. Kao i u prošlim nastavcima, igra ima određen broj zagonetki, koje su ovoga puta dosta lagane. Likovi su Chris Redfield, Albert Wesker, Sheva Alomar i Jill Valentine.
Radnja se uglavnom vrti oko porijekla t-virusa: Progenitor virusa i naporima BSAA (Protu-bioterorističke organizacije) da spriječi Weskerov armagedonski plan da virus ispusti u svijet.
5 godina nakon RE 4, Chris i Sheva su poslani u Afriku spriječiti prodaju biooružja i uhititi terorista - Ricarda Irvinga. Chrisa cijelo vrijeme grize savjest - prije radnje RE 5, Jill Valentine, njegova partnerica, se žrtvovala kako bi spasila Chrisa da ga ne ubije Albert Wesker (tako što je sebe i Weskera gurnula kroz prozor u provaliju). Nakon što Irvinga spasi zamaskirana osoba, Chris polagano prikuplja tragove koji ukazuju na to da je Jill možda ipak živa. Ubrzo otkriju bivši Umbrellin laboratorij - sad ga je preuzela tvrtka TRICELL (koja je glavni sponzor BSAA-a) i u njemu koristi endemsku vrstu cvijeta koji proizvodi Progenitor virus. Od tog virusa je Umbrella napravila T- i G-viruse. Sada ga šefica TRICELL-a, Excella Gionne, koristi kako bi napravila Uroboros virus. U dogovoru s Albertom Weskerom, oni planiraju zaraziti svijet. Otkrije se da je Wesker prevario Excellu i želi zaraziti svijet kako bi "poboljšao" ljudsku vrstu i njome vladao. Ubrzo se pojavi i Jill - koju je Wesker uspio održati na životu pomoću virusa (Jill u krvi ima ostatke virusa iz RE 3: Nemesis, tako da na njoj nema negativnih posljedica, samo ju je zacijelio) i kontrolira joj um pomoću kemikalije P30. Nakon što uspiju izvaditi P30 iz Jill, Chris i Sheva odlaze uništiti Weskera i spasiti svijet - što na kraju i uspiju.
Platforme su: Windows, PS3 i Xbox 360 (2009.) te PS4 i Xbox One (2016.).
Najprodavanija je igra serijala.
Resident Evil 5 ima detaljne teksture visoke rezolucije, stabilan framerate te odlične svjetlosne efekte.

### Resident Evil: Revelations
Radna se odvija između RE 4 i RE 5. Glavni protagonisti su opet Jill Valentine i Chris Redfield, dok su ovaj put igrivi i njihovi partneri. Njihov cilj je spriječiti teroriste da ispuste opasan virus u svjetske vode. U igri saznajemo bitne informacije o povijesti likova i njihovih organizacija: BSAA (Bio-Terrorism Security Assessment Alliance) i FBC (Federal Bioterrorism Comission) - protu-bioterorističke organizacije i uništenje nadvodnog mediteranskog velegrada - Terragrigie (akvapolisa).
Teroristička organizacija Il Veltro je uništila akvapolis Terragrigiu biološkim oružjem. FBC šalje svoja dva agenta da srede situaciju. Ta dva agenta su Parker Luciani i Jessica Sherawat. Oni kasnije prelaze u BSAA i postaju partneri Chrisu i Jill. Godinu dana kasnije, saznajemo da su Chris i Jessica poslani istražiti moguću aktivnost Il Veltra na kruzeru Kraljica Zenobia, ali im se ubrzo gubi svaki trag, stoga šef BSAA-a, Clive R. O'Brian, šalje Jill i Parkera da ih pronađu. Brod je zaražen T-Abyss virusom (hrv. T-Bezdan). Ubrzo se ispostavi da je to zamka Il Veltra; Chris i Jessica su već otišli (u Valkoinen Mökki zračnu pistu u planinama). Ubrzo su poslani u potragu za Jill i Parkerom, a druga dva agenta (Quint Cetcham i Keith Lumley) istražuju zračnu pistu. Ubrzo se otkrije da su Jessica i Raymond Vester (Parkerov bivši partner i navodni negativac- agent Il Veltra) dvostruki agenti. Raymond radi tajno za O'Briena - pokušavaju dokazati da je šef FBC-a, Morgan Lansdale, negativac i terorist (saveznik Il Veltra), tako što naprave lažnu bioterorističku uzbunu; Raymond glumi agenta Il Veltra kako bi inkrimirao Lansdalea. Jessica, s druge strane, radi za Lansdalea. Jill i Chris udružuju snage kako bi pronašli vođu Il Veltra, Jacka Normana i pronašli dokaze protiv Lansdalea. Nakon borbe (Norman se pretvori u Tyranta), nađu te dokaze - Lansdale biva uhićen, a FBC raspušten. Na kraju igre se otkrije da su Jessica i Raymond trostruki agenti; cijelo vrijeme su radili za tvrtku TRICELL. (TRICELL je nakon pada Umbrelle preuzeo vodstvo u biooružanoj tehnologiji - ali će i sam propasti nakon događaja iz RE 5).
Platforme su: Nintendo 3DS (2012.) te HD verzija za Windows, PS3, Xbox 360 i Wii U (2013.).

### Resident Evil 6
U izmišljenoj zemlji Edoniji traje građanski rat; ali, kao da to nije dovoljno, dogodi se i bioteroristički napad novim C-virusom. Glavni likovi u prvom dijelu igre su Jake Muller, sin Alberta Weskera, i Sherry Birkin, agentica DSO-a (Division of Security Operations - de facto nasljednik raspalog FBC-a). Sherry je poslana kako bi spasila Jakea (njegove stanice sadrže protustanice C-virusa). U isto vrijeme, BSAA agenti Chris Redfield, Piers Nivans, Finn Macauley i još nekoliko ekipa se bore protiv pobunjenika zaraženih C-virusom (J'avo). Napadne ih vođa Neo-Umbrelle, žena koja se predstavi kao Ada Wong - ubije ih sve virusom osim Chrisa i Piersa. Chris odlazi u samonametnuto izgnanstvo; proživljava post-traumatsku amneziju. Na putu iz zemlje, Jake i Sherry su zarobljeni i poslani u Lanshiang, Kina. U SAD-u, 29.6. 2013., predsjednik Adam Benford planira otkriti istinu iza Racoon Citya, ali biva zaražen virusom. Leon S. Kennedy, predjednikov prijatelj i agent DSO-a, primoran ga je ubiti. Agentica tajne službe, Helena Harper, priznaje Leonu da ju je Derek C. Simmons, državni savjetnik za sigurnost, ucijenio kako bi mu pomogla u atentatu na Benforda. Ubrzo se pojavi i Ada Wong. Još mu Helena kaže kako je Simmons povezan s Neo-Umbrellom. Ubrzo Leon i Helena odlaze u Lanshiang. Jake i Sherry uspijevaju pobjeći nakon pola godine zatočeništva. Chris se vraća na dužnost i zajedno sa svojom ekipom (i Piersom) odalzi u Lanshiang, koji je pod bioterorističkom opsadom. Chris i Piers napadnu Adu, a zatim se pojavi i Leon. Ada bježi na brod pun C-virus raketa, koje Chris i Piers unište. Leon, Helena, Sherry i Jake nađu Simmonsa. Kaže da je ubio predsjednika jer smatra da bi istina o Raccoonu smanjila moć SAD-a. Sherry daje Leonu Jakeove medicinske podatke. Leon i Helena napadnu Simmonsa, a Sherry i Jake opet bivaju zarobljeni. Uz Adinu pomoć, ubiju Simmonsa i bježe iz grada. Leon kaže Chrisu tko je ustvari Jake (sin Weskera, Chrisovog neprijatelja kojeg je ubio u RE 5) i zamoli ga da spasi Jakea i Sherry s naftne platforme na koju su odvezeni. Chris i Piers napadnu Neo-Umbrellinu naftnu platformu i susretnu HAOS Tyranta. Nadjačani su; Chris je ranjen, pa Piers sebi ubrizga C-virus kako bi izjednačio strane. Piers umire u eksploziji platforme. Ubrzo počinje Adina priča - otkrijemo da je Ada koja je pomagala Leonu prava Ada, a ona koja je kriva za predsjednikovu smrt i koju je susreo Chris klon: znanstvenica i vođa Neo-Umbrelle Carla Radames. Ada ubrzo uništi laboratorij u kojem je njezin klon napravljen. Protagonisti nastavljaju sa svojim životima, a Jake odlazi u nerazvijenu zemlju kako bi se borio protiv bioterorizma, dok njegove stanice (Weskerov sin) pomažu u izgradnji lijeka protiv novog C-virusa.
Platforme su: PS3 i Xbox 360 (2012.), Windows (2013.) te PS4 i Xbox One (2016.).

### Resident Evil: Revelations 2
Radnja se odvija između RE 5 i RE 6. Claire Redfield i Moira Burton, kći Barryja Burtona, su otete (jer rade za protuteroristički TerraSave) i poslane na kažnjenički otok. Prvi dio igre igra Claire - dok pokušavaju pobjeći, antagonist igre, Alex Wesker (sestra Alberta Weskera) uspijeva uhvatiti Moiru, dok Claire bježi i šalje Barryju lokaciju njegove kćeri. Barry dolazi 6 mjeseci kasnije. Uz pomoć Natalije Korde, djevojčice koja je također oteta, Barry uspijeva pronaći Moiru. Iako ih na kraju Alex savlada, Claire dolazi u zadnji tren i spašava situaciju.
Igra se igra u epizodama: one su izlazile tijekom 2015. godine za: Windows, PS3 i PS4 te Xbox 360 i Xbox One.

### Resident Evil 7: Biohazard
Jedanaesti serijal po redu. Prvi je koji se igra iz prvog lica tj. iz prve perspektive i prvi koji u imenu sadrži i engleski i japanski naziv serijala.
Radnja se odvija oko lika Ethana, prosječnog muškarca koji traži svoju ženu koja je nastala tri godine prije početka igre. 
Bitno je naglasiti da je ovaj dio jako malo povezan s prijašnjim igrama, te prvi put igrač preuzima ulogu običnoga muškarca, a ne specijaliziranog agenta ili policajca. Igra je objavljena za PlayStation 4, Xbox One i Microsoft Windows.

### Sporedne igre (Spin-offovi)

#### Chronicles serijal

##### Resident Evil: Umbrella Chronicles
Resident Evil: Umbrella Chronicles je igra iz prvog lica ili trećeg lica. Igra je zapravo neka vrsta obrade prvog Resident Evila, RE 0 i RE 3. Likovi su Chris Redfield, Jill Valentine, Albert Wesker, Barry Burton, Carlos Oliviera, Rebecca Chambers i Hunk. Na kraju ima i novi materijal - događaji koji su uzrokovali pad Umbrelle.
Primarna platforma je Nintendo Wii (2007.). Zajedno s RE: The Darkside Chronicles, izašla je za PS3 kao RE Chronicles HD Collection. (2012.)

##### Resident Evil: The Darkside Chronicles
Resident Evil the Darkside Chronicles je igra u kojoj se većinom radi o prošlosti Leona S. Kennedyja, Claire Redfield i Chrisa Redfielda. U igri postoje tri cjeline; Operation Javier ,koja se događa 2002., prati Leona S. Kennedyja i Jacka Krausera u potrazi za Javierom Hidalgom, krijumčarom droge. Memories of a Lost City ,koja se događa 1998., uglavnom prati cijelu radnju igre Resident Evil 2 s nekoliko izmjena u gameplayu. Game of Oblivion koja se događa negdje između 1998 i 2000., uglavnom prati cijelu radnju igre Resident Evil Code: Veronica s nekoliko izmjena.
Primarna platforma je Nintendo Wii (2009.). Zajedno s RE: Umbrella Chronicles, izašla je za PS3 kao RE Chronicles HD Collection. (2012.)

#### Survivor serijal

##### Survivor
Pucačina iz prvog lica. Radnja prati Arka Thompsona, čovjeka kojeg je Leon S. Kennedy poslao na otok Sheena kako bi neutralizirao Umbrellin kompleks i zaustavio širenje virusa. Jedan od glavnih neprijatelja je Tyrant Hypnos.
Platforme su: PS1 (2000.) i Windows (samo u Tajvanu).

##### Survivor 2: Code Veronica
Radnja je svojevrsni remake RE Code Veronica - s tim da se na kraju pokaže da je to sve san koji Claire ima dok bježi s Antarktike (završetak Code Veronice).
Platforma je PS2 (2001.).

##### Dead Aim
Radnja se odvija na brodu Spencer Rain i na obližnjem otoku - operativac U.S. Stratcom-a (strateška komanda) i agentica kineskog MSS-a moraju zaustaviti terorista Morpheusa da ne pusti virus u svijet. Tyrant koji se pojavljuje u igri je T-091.
Platforma je PS2 (2003.).

#### Outbreak serijal

##### Outbreak
Radnja prati 8 ljudi koji pokušavaju preživjeti incident u Raccoon Cityju.
Par dana nakon izbijanja virusa u gradu, prije nego što nastane totalni kaos, 8 ljudi se nalazi u J's baru. Igra se prostire kroz 5 "poglavlja". U prvome - Outbreak - policija pokušava zaustaviti zombije, a protagonisti pokušavaju pobjeći. U drugome - Below Freezing Point - susrećemo odmetnuta Umbrellina znanstvenica pokušava ukrsti virus u podzemnom laboratoriju. The Hive (treći dio) prikazuje protagoniste dok prolaze kroz gradsku bolnicu. U četvrtom dijelu (Hellfire) likovi traže spas u napuštenom hotelu, a u petom (Decisions, decisions) pokušavaju pronaći lijek za virus na sveučilištu.
Platforma je PS2 (2003.).

##### Outbreak File #2
Nova osmorka pokušava pobjeći iz grada. Opet imamo 5 "poglavlja" - Wild Things, Underbelly, Flashback, Desperate Times i End of the Road. Prvi dio se odvija u zoološkom vrtu, drugi u podzemnoj željeznici, treći u napuštenoj bolnici, četvrti u policijskoj postaji, a peti u laboratoriju i pokriva konačan izlazak iz grada.
Platforma je PS2 (2004.)

#### Mercenaries serijal

##### Mercenaries Vs.
Mini-igra koja koristi mjesta i neprijatelje iz RE 4, ali likove iz RE 5.
Platforma je iOS (2011.).

##### The Mercenaries 3D
Mini-igra koja koristi mjesta iz RE 4 i RE 5.
Platforma je Nintendo 3DS (2011.).

#### Ostale igre

##### Gaiden
Leon S. Kennedy i Barry Burton istražuju moguće pojave virusa na kruzeru.
Platforma je Game Boy Color (2001.).

##### Operation Raccoon City
Nekanonska igra, (tj, ne prati autentične događaje serijala).
Umbrellina Sigurnosna Služba (USS) šalje Delta ekipu da pomogne Alfa ekipi zaustaviti pokušaj dr. Williama Birkina da proda G-virus američkoj vladi. Na putu do njega bore se protvi UBCS-a (Umbrellini plaćenici), koje je Birkin potplatio da rade za njega. Birkin si ubrizgaje G-virus i pretvara se u čudovište te pobija većinu Alfa ekipe. Jedini preživjeli, HUNK, se vraća po virus (u RE 2, saznajemo da ga je uspješno odnio Umbrelli), a Delta ekipa odlazi iz laboratorija u grad. Ubrzo im je naređeno da izbrišu sve povezanosti Umbrelle i izbijanja virusa u gradskoj vijećnici. Tu susreću Nickolaia (za kojeg se ustvrdi da je izdajica i pokuša ih ubiti). Ubrzo su poslani da u Nemesisa ubrizgaju drugi parazit - prvi je pokvaren (više ne sluša Umbrelline naredbe). Zatim dobivaju zadnju naredbu: ubiti sve preživjele policajce u policijskoj postaji i sve dokaze koji bi povezali Umbrellu s izbijanjem virusa - uništiti. Nakon što to naprave, susretnu Leona, Claire i Sherry. Priča ima 2 završetka: dva preživjela mogu ili pustiti ih (ljuti na Umbrellu što ih je napustila tijekom zadatka) ili ubiti Leona i Claire, a Sherry odvesti Umbrelli.
Igra je komercijalno uspješna pucačina iz trećeg lica.
Platforme su: Windows, PS3 i Xbox 360 (2012.)

##### Umbrella Corps
Godinu dana prije RE 6, tvrtke širom svijeta šalju plaćenike u područja gdje je izbio virus kako bi pronašli Umbrellino "nasljeđe" - pogotovo tajne biološkog oružja.
Platforme su Windows i PS4 (2016.)

## Vanjske poveznice
- Službena Resident Evil stranica  Arhivirana inačica izvorne stranice od 28. veljače 2007. (Wayback Machine)
- Resident Evil na GameSpotu
- RE 4 Hcl recenzija
- IGN recenzija RE 4  Arhivirana inačica izvorne stranice od 18. listopada 2016. (Wayback Machine)